# Amvon

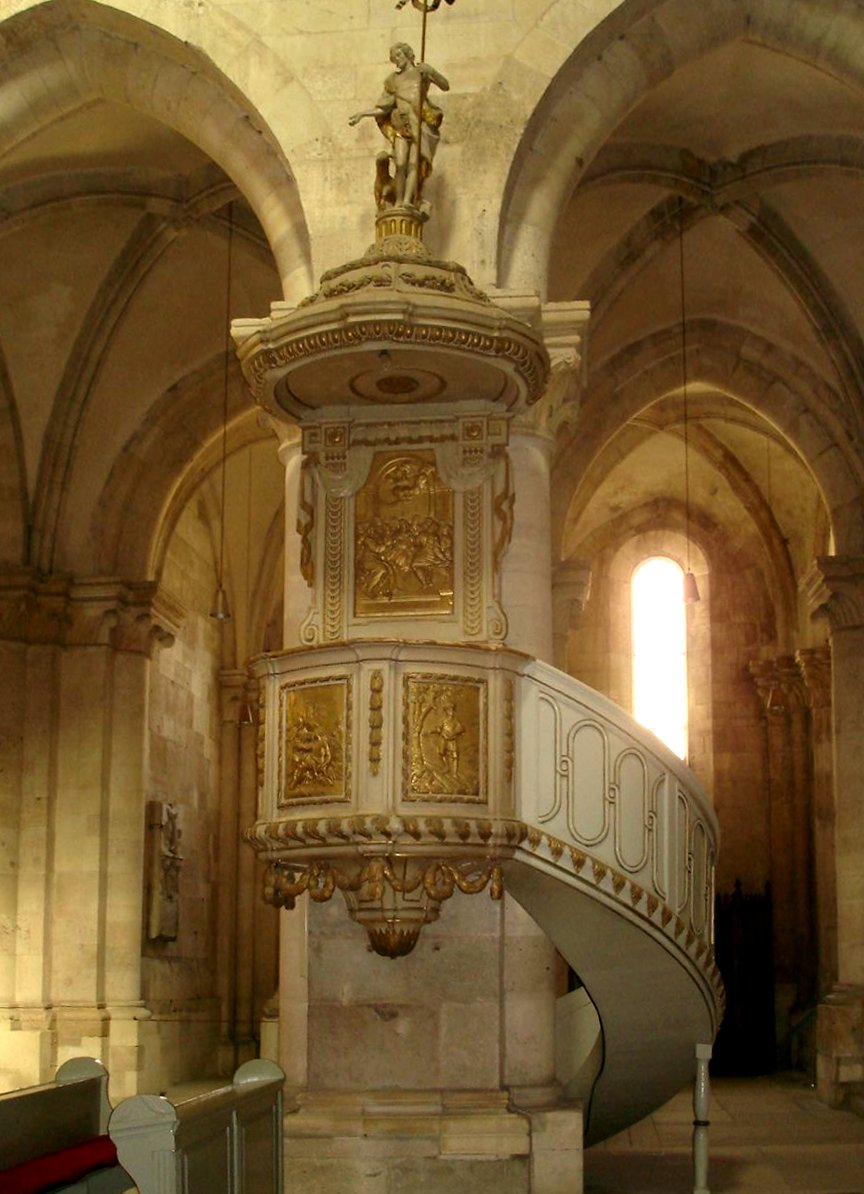
Amvonul Catedralei catolice din Alba Iulia

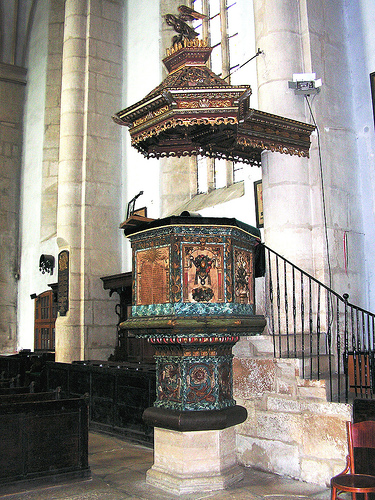
Amvonul Bisericii reformate de pe strada Kogălniceanu din Cluj, construit în anul 1646

Amvonul este o piesă de mobilier sau o construcție fixă, similară unui balcon aflat la oarecare înălțime, caracteristic interioarelor bisericilor romano-catolice și protestante, având ca destinație aceea de tribună pentru rostirea predicilor din cadrul slujbelor religioase.
În vechile biserici, amvonul era plasat în mijlocul navei. Avea dimensiuni mai mari și la el se putea ajunge pe două scări, una spre est și alta spre vest. Era folosit pentru cantori sau pentru cititorii Sfintei Scripturi. Mai târziu, în vremea lui Ioan Gură de Aur, amvonul a fost amplasat în partea stângă a navei, fiind folosit numai de cler (preoți și diaconi) pentru citirea Evangheliei. Amvonul simbolizează piatra ce închidea mormântul lui Isus. 
Numeroase biserici vechi aveau două amvoane, și anume unul pentru epistolă și alte lecturi, și altul pentru evanghelie și omilie. Începând din Evul Mediu târziu, amvonul este situat în nava centrală a bisericii, e ridicat mai sus și devine locul potrivit pentru oratoria sacră. În urma reformei liturgice înfăptuite de Conciliul Vatican II, amvonul este adus din nou în prezbiteriu. 
În dicționarul ortodox, amvonul este definit ca podiumul sau platforma din fața iconostasului, de unde se citește Evanghelia, se ține predica și se spune Rugăciunea Amvonului.
Biserica mănăstirii Horaița este unică în România prin faptul că amvonul este așezat deasupra ușilor împărătești din catapeteasmă, fiind amplasat în partea de est, și nu în partea de nord, cum cere tradiția Bisericii. 